# 德埃里
德埃里（法語：Dehéries，法語發音：[də.eʁi]）是法国上法兰西大区北部省的一个市镇，位于该省南部，属于康布雷区。

## 地理
德埃里（50°3'6"N, 3°20'26"E）面积1.87 平方千米，位于法国上法蘭西大區北部省，该省份为法国最北部的省份及最长的省份，西北濒北海，西接加来海峡省，南至埃纳省和索姆省，东与比利时接壤。
与德埃里接壤的市镇（或旧市镇、城区）包括：瓦兰库尔-塞尔维尼、埃兰库尔、马兰库尔。

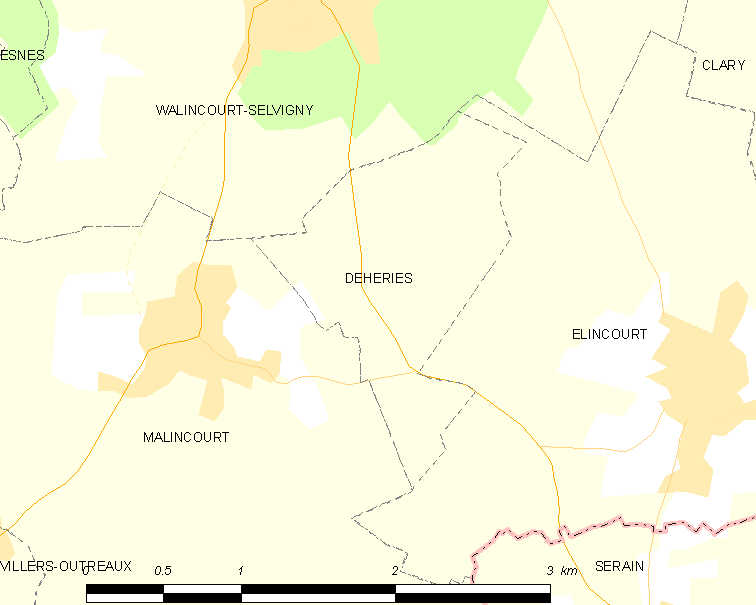
德埃里的OSM定位图

德埃里的时区为UTC+01:00、UTC+02:00（夏令时）。

## 行政
德埃里的邮政编码为59127，INSEE市镇编码为59171。

## 政治
德埃里所属的省级选区为勒卡托康布雷西县。

## 人口

1962-2008年间德埃里人口变化图示

德埃里于2022年1月1日时的人口数量为42人。